# Carlos Reybaud
Carlos Enrique Reybaud (nascido em 31 de outubro de 1949) é um ex-ciclista olímpico argentino. Reybaud representou sua nação nos Jogos Olímpicos de Verão de 1972, em Munique.